# 石橋磨季
石橋 摩季 （いしばし まき、1978年〈昭和53年〉9月4日 - ）は写真家。

## 経歴
愛知県名古屋市千種区出生、北名古屋市在住。岐阜経済大学経営学部出身。
2014年4月より、写真家として独立開業。ポートレート等の撮影を行っている。「磨季さんに撮ってもらった写真のおかげで、オーディションに合格した」と話す地元アイドルユニットのメンバーもいる。

## 人物
- 趣味はドライブ、映画鑑賞、ゲーム。特技は合気道、早撃ち。
- 日本プロカウンセリング協会認定2級心理カウンセラー資格を持つ。
- 全性愛者のため、男性、女性、どちらとも交際経験がある。過去に結婚をしていたが、その後、離婚。子供はいない
- 2002年から2004年まで民主カレン仏教徒軍において非正規兵としての従軍経験を持つ。その時受けた銃創が右眉上部に残っている。
- 署名の『尾張餃子娘』は、尾張に住む餃子が好きな娘、という意味である。
- 本人に誕生日を尋ねた時、まれに1854年、嘉永七年生まれと応えてる[3]。

## 写真集
- 2015年 「Caelum」（Kindle版、ASIN: B0136YJEY4）

## 出演等

### ラジオ
いずれもゲスト出演。
- 美勇士くんSTATION（2013年12月16日）。FM愛知
- モーニングアイ（2013年）。FMいちのみや
- 麗かサンデーモーニング（2014年）。愛知北エフエム放送

### 個展
- この辺の 空。2014年4月
- その辺の 空。2014年6月[4]
- 極・この辺の 空。2014年10月[5]
- またまた この辺の 空。〜ちょっとソコやアソコもあるかもね〜2014年12月[6]
- Caelum 2015年3月[7]
- この辺の 空。 リターンズ 2015年5月[8]

### 合同展等
- 温 -ON- 2014年2月[9]
- 『PHOTO SESSION＃３』-有志で集まったグループ写真展- 2015年4月[10]
- Hervor ひこ～きの作品展 2015年10月[11]